# 三溴化锿
三溴化锿是锿的溴化物。它具有单斜晶体结构，可用于制造二溴化锿。该化合物会缓慢地衰变为三溴化锎。